# 凍京NECRO〈トウキョウ・ネクロ〉
『凍京NECRO〈トウキョウ・ネクロ〉』は、2016年1月29日にニトロプラスから発売された18禁恋愛アドベンチャーゲームである。

## 概要
ニトロプラスとしては、2013年6月28日発売の『君と彼女と彼女の恋。』から2年ぶりのアダルトタイトルとなる。
地球寒冷化に見舞われた未来世界。肉体の機械化や外部電脳（エクスブレイン）など人機一体（ブレイン・マシン・インタフェース）が進む中、蘇生された死者「リビングデッド」を用いたテロが発生。リビングデッドが引き起こす事件に対応する民間業者、生死者追跡者（リビングデッド・ストーカー）が各所で活動を開始、その一画である未来の東京＝"凍京"が本作の舞台となっており、サイバーパンクのような世界観を持つ。
本作では3DCGモデルが導入されており、戦闘シーンではブランド初の試みとなるディーゼルエンジンが取り入れられた。戦闘シーンはテキストのクリックに合わせて進行される仕組みとなっている。
DMM.comは、2015年9月19日に開催された東京ゲームショウ2015で、iOS/Android用ゲームソフト『凍京NECRO〈トウキョウ・ネクロ Defenders〉』（以下『Defenders』）を発表した。『凍京NECRO〈トウキョウ・ネクロ〉』がアドベンチャーゲームであるのに対し、『Defenders』はタワーディフェンスゲームとなっており、迫りくるリビングデットを倒す内容になっている。
また、2016年9月30日には全年齢版である『凍京NECRO＜トウキョウ・ネクロ＞ 一般版』のダウンロード販売がDMM.comで開始された。
2018年12月18日には、本作を原作とするシミュレーションRPG『凍京NECRO＜トウキョウ・ネクロ＞ SUICIDE MISSION』のオープンβテストが開始された（R-18要素あり版は「R」が付記）。2022年6月30日にサービスが終了し、その後にイベント等のデータを閲覧できるデジタルアーカイブが販売された。

## あらすじ
地球寒冷化による氷河期を迎え、地熱を利用したホットパイプが張り巡らされた未来の凍京。
黄泉返らされた死者・リビングデッド専門の駆除業者・生死者追跡者である臥龍岡 早雲と牙野原 エチカは、リビングデッドを使役するネクロマンサー達との戦いに明け暮れていた。
ある日、二人はネクロマンサーに追われていた記憶喪失気味の少女、宝形イリアと出会う。

## 登場人物
臥龍岡 早雲（ながおか そううん）
声 - 室元気
本作の主人公である少年。鴉済生死者追跡事務所に所属する生死者追跡者。冷静だが感情表現が苦手。
牙野原 エチカ（きばのはら エチカ）
声 - あじ秋刀魚
もう一人の主人公。早雲のパートナーである生死者追跡者の少女で同性愛者。早雲とは対照的に感情的で凶暴な人物。ラビットパンチと呼ばれるチェーンソーをはじめとする様々な武器を愛用する。
宝形 イリア（ほうぎょう イリア）
声 - 柚原みう
早雲とエチカが出会った少女で、会話を通じて人の心を開く力を持っている。20世紀のオタク文化を気に入っており、時代遅れの言葉を口にすることもある。
義城 蜜魅（ぎじょう みつみ）
声 - 波奈束風景
新大久保にある義城生死者追跡事務所の生死者追跡者で、早雲らとは対立関係にある。日本刀のような形をした超音波振動ブレード・焦屍丸（しょうしまる）を振るい、アドバンスド・タイ捨流剣術でリビングデッドを駆逐する。
阿蘇 霧里（あそ きりり）
声 - 奏雨
凍京を護る軍警察の少佐で、エチカの年上の幼馴染にあたる。
コン・スー
声 - 木村あやか
超ゲットーにあるジャンクショップ「雪ニルヴァーナ」の店主。表向きはパーツ売買やサイボーグのメンテナンスを行う会員制ジャンクショップだが、実際は鴉済生死者追跡事務所らの得意先である情報屋。
右目に眼帯をしている。
鴉済 燎子（からすずみ りょうこ）
声 - みかづきわらい
新宿に拠点を置く鴉済生死者追跡事務所の所長。
壱原 時尭（いちはら ときたか）
声 - 鬼頭鷹
鴉済生死者追跡事務所に所属する生死者追跡者。数字好きで皮肉屋。
牙野原 鉾康（きばのはら ほこやす）
声 - 秋山樹
エチカの父で、凍京都軍警察少将。感情表現豊かで明るい娘とは対照的に、鉄面皮と揶揄されるほど表情の変化に乏しい。
渚 神妻（なぎさ かずま）
声 - 唯香
軍警察の治安維持局組織犯罪対策部生死者犯罪対策課に所属する女軍人。霧里とは軍警察東中野学校時代からの顔見知り。自分に自信がない故相手に対して強気になってしまう。
張井 操
凍京都知事。
天知 寿一郎（あまち じゅいちろう）
声 - 鈴口茂
湾岸地帯にあるザ・フォートレスという城に住む実業家で、企業家たちの間では神格化されている。ヒューマノイド・オペレーティング・マシン（ロボット）製造会社・天知亜人工業製造会社を15歳の時に立ち上げた。
人型軍事ロボットの開発・販売で大成功を収めた人物として知られる一方、裏でも娼館の運営をはじめとするセクサロイドの商売で成功しているため、政財界とのつながりもある。
鳥山 耕耘
凍京副都知事。7月8日にザ・フォートレスへ向かう途中何者かに誘拐された。
Substance-Concept（サブスタンス・コンセプト）
声：丹下桜
仮想アイドルプログラムで、通称サブコン。一年前から凍京各地で違法ゲリラライブを行っており、街頭ビジョン乗っ取りによる被害総額は15億円ともみられている。2010年代に流行した仮想アイドルプログラムを模倣したものと見られている。
本作では主題歌も担当している。
ソフィア・河原崎（ソフィア・かわらざき）
声：蒼天はるか
凍京メガフロートを拠点とする世界的企業・帝国エネルギー社のCEOで、凍京リバースプロジェクトのリーダーとして街頭ビジョンを通じて情報発信を行っている。
山沼 景勝(やまぬま かげかつ)
声：松本太
帝国エネルギー社特殊活動課 (SAD) 課長で、河原崎の部下にあたる。
オルガ
声：北見六花
エチカらに接触してきた謎の女性。

### ネクロマンサー
ミルグラム
声 - 髭内悪太
抗生戦線構想の提唱者であるネクロマンサーで、国際的に指名手配されている人物。
唐 雲山（たん ゆんしゃん）
声 - 宝殿亭ガツ芯
指名手配中のネクロマンサーで、かつては人民解放軍特殊部隊「猟豹」の一員だった。副都知事誘拐事件の主犯格としてみなされている。
パブロフ
声 - 火焼酎胃
「実験室」(Laboratry) に所属するネクロマンサーで、ミルグラムの右腕。Hi-Fiリビングデッドの設計を担当している。

## 用語

### ネクロマンシー関連
リビングデッド
血液の代わりに死霊（レムレース）を注入され、脳や心臓をはじめとする臓器が再び動いている死者。ネクロマンサーによって操られている。蘇生から1～2週間ほどで人間らしい感情が消える反面、生命を感知する能力が鋭くなる。法的には「死体」として規定されないため、脳を破壊して活動を停止させても死体損壊等の罪には問われない。
Lo-Fi（低機能）リビングデッド
防腐処理等が施されていないリビングデッドで、腐敗が進んでいなければ走ることも可能。ネクロマンサーなどの統率者を失うと、破壊衝動に駆られて暴走する。
Hi-Fi（高機能）リビングデッド
一般人に擬装する、または何かしらの戦闘能力が付加されたリビングデッド。
重武装型リビングデッド
銃火器などが搭載された戦闘用リビングデッド。
ハイジャンパー
背中に過酸化水素エンジンと可変ウイングを装備し、飛行戦闘に長けたリビングデッド。
ネックハンギング
8本の腕に様々な銃火器を持たされたリビングデッド。
戦車級リビングデッド
6本の足が取り付けられたリビングデッドで、多脚戦車のような容姿・性能をしている。ケースレス電気発火式30ミリ連装機関砲と、フルオート40ミリ・グレネードランチャーが主武装だが、小型レールガンを背負った個体も存在する。
ネクロマンサー
米中戦争中に開発された「Necromantic Tactics」（通称：NECROTAC、ネクロマンシーとも）を用いて死者をよみがえらせ使役する人。
自殺志願者たち
ミルグラムに心酔する者たちが集うカルト集団で、テロを繰り返している。上位機関としてリビングデッド統率を行う「実験室」(Laboratry) がある。

### 軍事・警察関連
生死者追跡者（リビングデッド・ストーカー）
国や都の認定を受けた、リビングデッド等の「特別生死者」の追跡・対処を行う民間委託業者。
外部電脳（エクスブレイン）
意識を拡張する装置。
近接銃術
エクストリームCQCを基にした対リビングデッド近接戦闘術で、近距離射撃だけでなく銃剣の多用や寝技・関節技の使用も求められる。

## 舞台
凍京都
本作の舞台。
浅草
凍京都都議会の本拠地である新凌雲閣があり、高級住宅街・観光スポットとして知られている。雷門は米中戦争で破壊されたのち、新凌雲閣とともに復興のシンボルとして生まれ変わった経緯を持つ。
上野
民間軍事会社・エクリプス社の恩恵を受けたエリアであり、比較的治安が良い屋台村や居酒屋が立ち並ぶ。
新宿
繁華街。旧東京都庁舎は軍警察本部として使われ、第二本庁舎は軍警察附属病院となっている。軍警察は民事に介入しない方針をとっているため、治安は良くない。また、ネオコマの跡地にはホットパイプが通っていない。
新大久保
義城生死者追跡事務所があるエリアで、ホットパイプの本数が少ない。
旧お台場エリア
違法老人を有料で射撃できるアミューズメントパークをもつ"高齢者処分特区"。
予算の都合上ホットパイプを敷くことができなかったため一般居住区としては機能していない。
超 (Hyper) ゲットー
旧秋葉原。浅草再整備計画によるエネルギー不足でホットパイプの整備が不十分であることもあり、治安は良くない。
池袋
略奪を行う東南アジア系移民の激戦区で、ネクロマンサーもはびこるエリア。かつてはCPC（チャイルド・プロテクト・センター）と呼ばれる児童養護施設があったが、戦争終結に伴い閉鎖され、現在では廃墟になっている。
渋谷
娯楽街。一種の中華街と化しており、チャイニーズマフィアの支配下にもなっている。

### その他
コネクトリング
腕輪型デバイスで、現実世界におけるスマートフォンに近い。
電気信号ドラッグ
脳に直接電気信号を送る装置。一般的には身体への影響は少ないが、闇ルートで出回っているものは身体への影響が大きい。

## 制作スタッフ
- 原案：深見真
- 脚本：下倉バイオ
- 原画：大崎シンヤ (UNKNOWN GAMES)
- メカニックデザイン：石渡マコト（ポリゴン番長）

## 音楽
テーマソング『Assemble』
- 歌：Substance-Concept[3]

オープニングテーマ『凍京レクイエム』
- 歌：小野正利

挿入歌『閃光雪華』
- 歌：小野正利[8]

挿入歌『傷』
- 歌：VERTUEUX

## 漫画
ウェブコミック配信サイト『ファミ通コミッククリア』が『コミッククリア』にリニューアルするのに合わせて、 2016年5月13日より連載開始。
漫画：叶精作、ストーリー構成：カズ山本。

## 客演作品
ニトロプラス ブラスターズ -ヒロインズ インフィニット デュエル-
牙野原エチカがプレイアブルキャラクターとして登場。開発段階では『凍京NECRO』も開発中であったため、開発のエクサムからのアクション提案を基に製作している。

## コラボレーション
がっこうぐらし!
『凍京NECRO＜トウキョウ・ネクロ＞ SUICIDE MISSION』にて『がっこうぐらし!』とのコラボレーション企画『凍京ぐらし!』を2020年5月8日から19日にかけて実施。
また、2016年のエイプリルフールでも凍京NECRO側のネタ「凍京ぐらし！」として実施（上記イベントのタイトルとしても採用）。
ニンジャスレイヤー
『凍京NECRO＜トウキョウ・ネクロ＞ SUICIDE MISSION』にてコラボイベント『ニンジャスレイヤーコラボレーション　凍京NEO-SAITAMA』を7月9日から20日にかけて開催。
イベント実施後、凍京NECRO側が行ったユーザーアンケートでもストーリーが楽しめたイベントとして一位になるなど、ユーザーからも評価された。